# Klaksvík

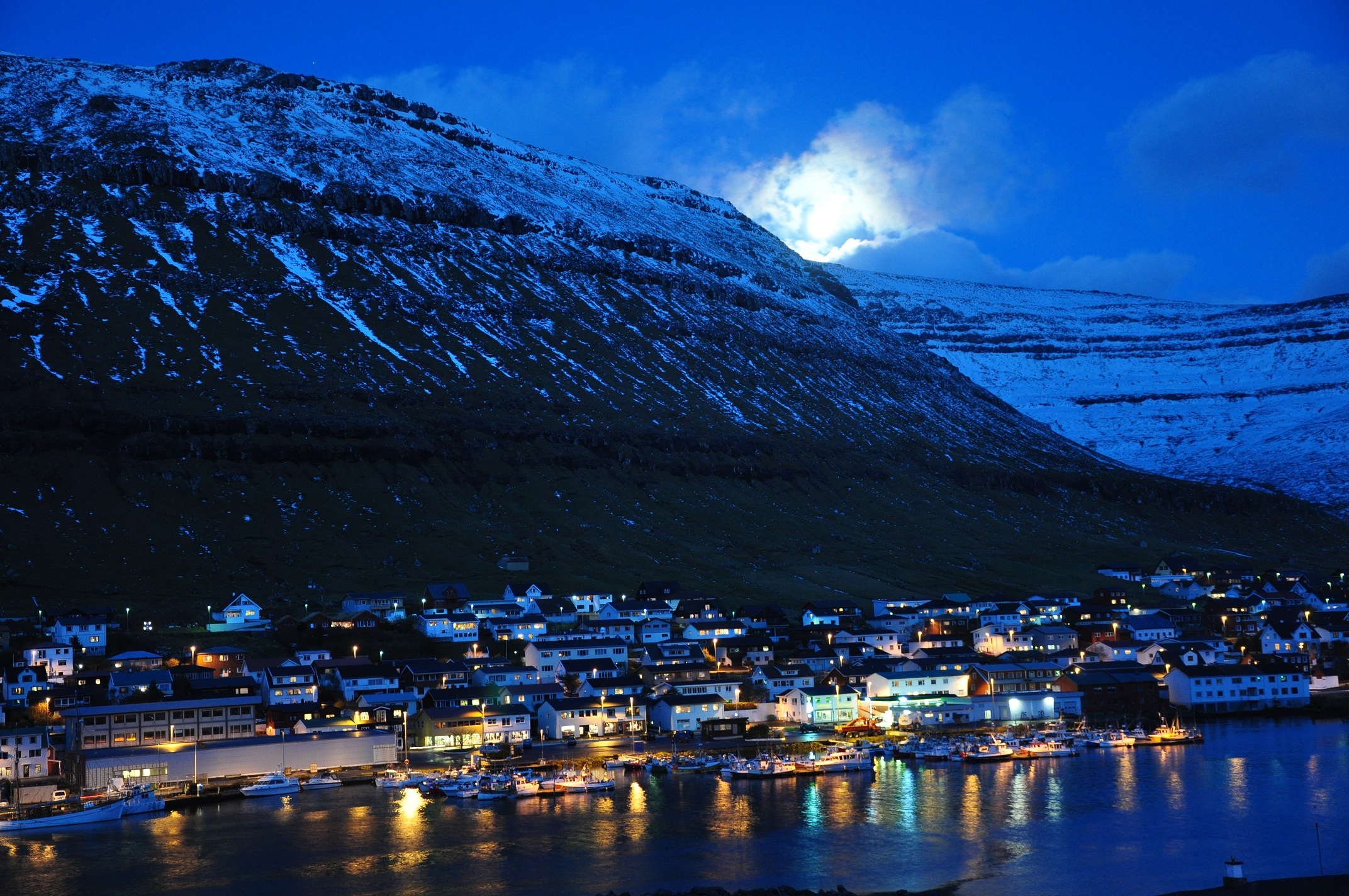
Klaksvík v noci

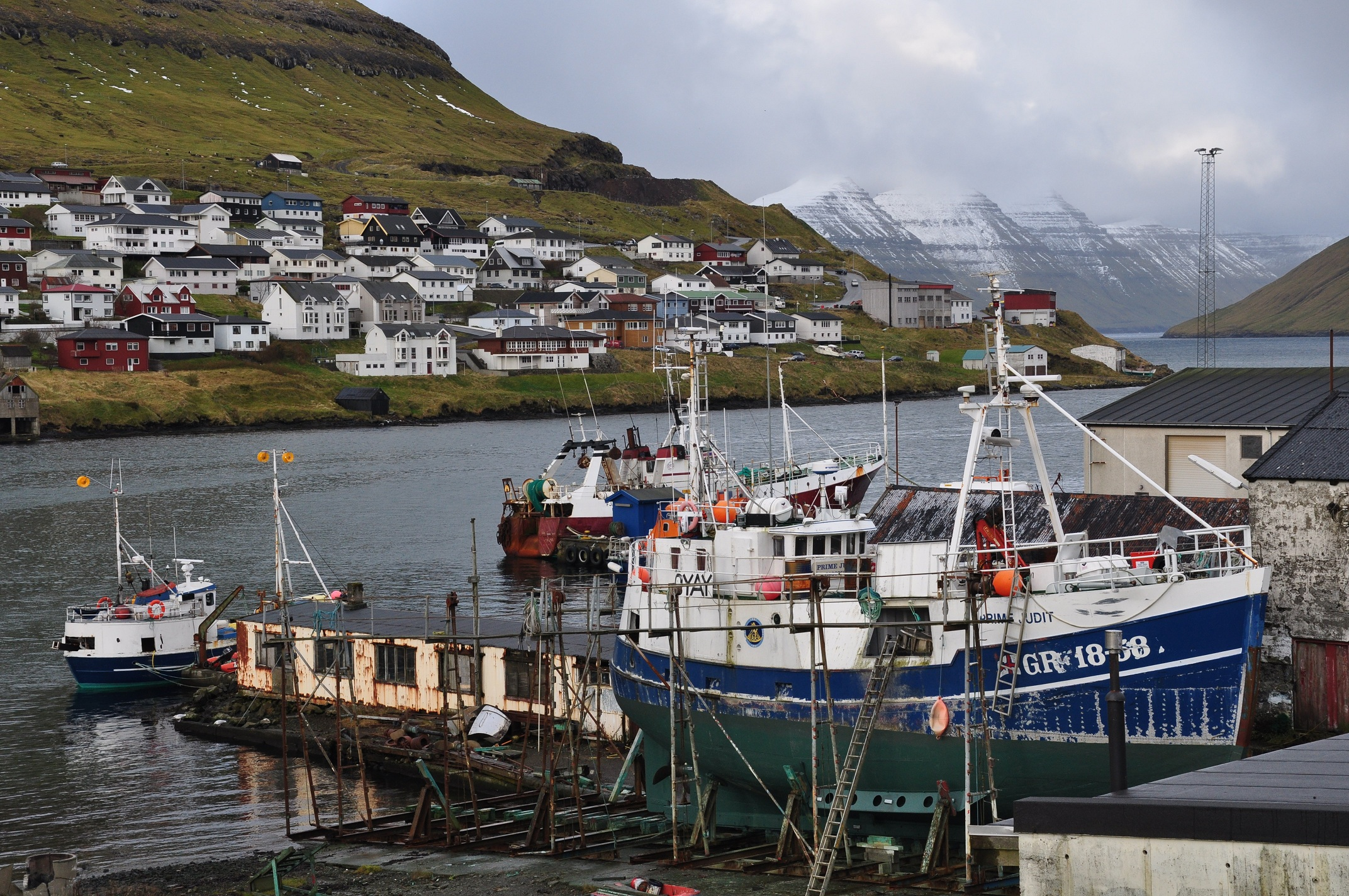
Scéna v přístavu Klaksvík

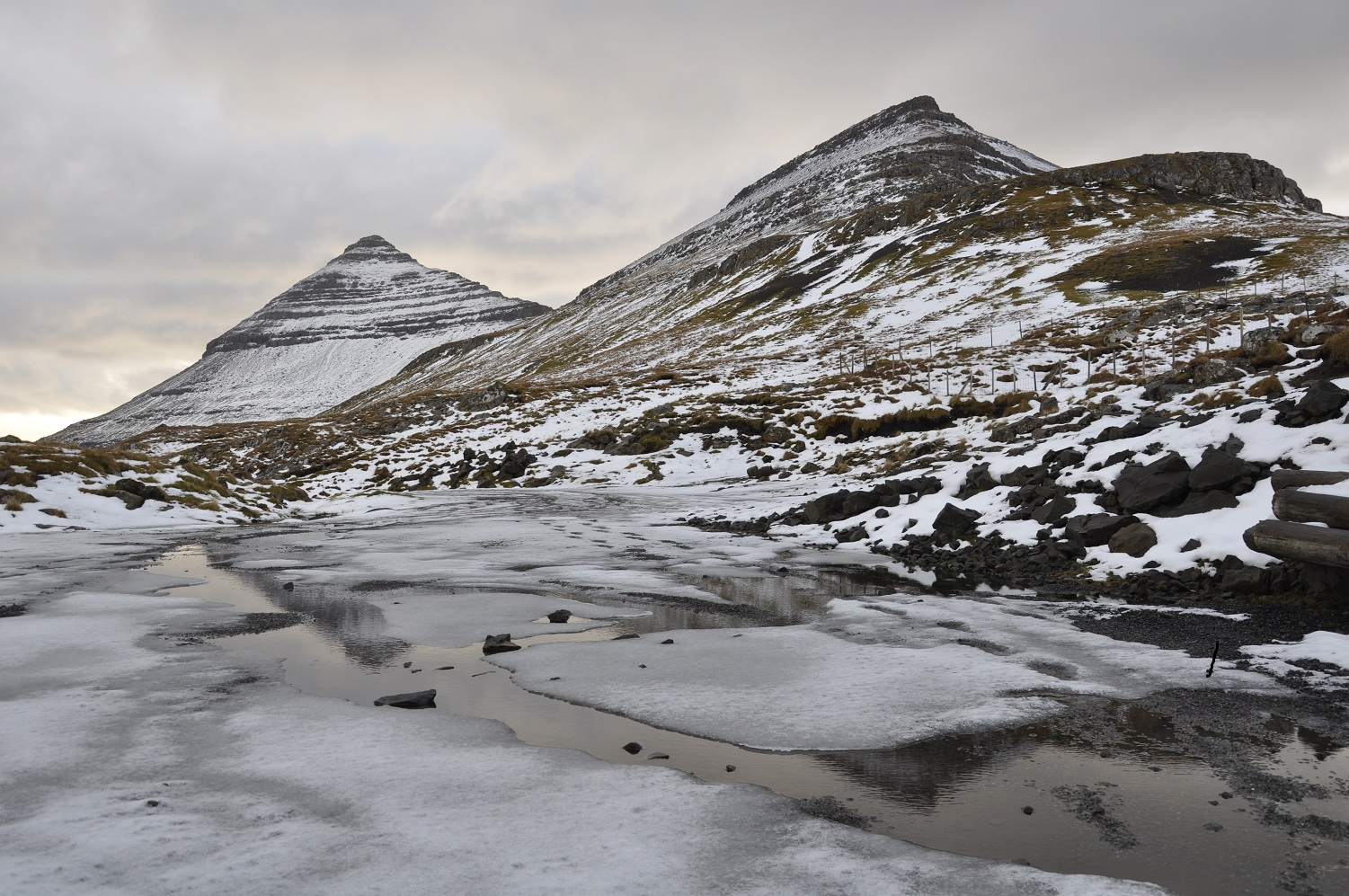
Háfjall (647 m) a Hálgafelli (503 m)

Klaksvík (dánsky: Klaksvig, islandsky: Klakksvík) je druhé největší město na Faerských ostrovech a také je hlavním městem severních ostrovů. Leží na ostrově Borðoy. Ve městě je rozvinutý rybářský průmysl, roku 2007 zde žilo 4 666 obyvatel. Klaksvík byl vytvořen spojením čtyř vesnic. V roce 2006 byl postaven podmořský tunel, který spojuje Klaksvík a Leirvík.

## Historie
Území, kde dnes Klaksvík leží bylo osídleno již v době Vikingů, jak dokazují výzkumy. Také zde byl místní veřejný soud, tzv. várting. První záznamy pocházejí z roku 1584. Původně zde stály čtyři statky, kolem kterých se vytvořily vesnice:
- Gerðar
- Myrkjanoyri
- Uppsalir
- Vágur

Tyto vesnice se nakonec roku 1938 spojily do jediného města – Klaksvíku. Díky velkému rozvoji města zde vznikl centrální sklad pro všechny ostrovy v okolí. Roku 1960 byl Klaksvík nejdůležitější rybářský přístav Faerských ostrovů. V dubnu roku 2006 byl otevřen podmořský tunel Norðoyatunnilin, který město spojuje s Leirvíkem na ostrově Eysturoy.

## Geografie
Klaksvík leží na ostrově Borðoy, největším z faerských severních ostrovů. Město se nachází v údolí u malého fjordu mezi horami Myrkjanoyrarfjall (689 m), Háafjall (647 m), Hálgafelli (503 m) a Klakkur (414 m), které Klaksvík vděčí za své jméno. Klakkur je vrchol hory a vík je záliv.

## Ekonomika
Vedle rybářského průmyslu poskytuje obživu obyvatel Klaksvíku také pivovarnictví, ve městě sídlí firma Föroya Bjór. Druhá pivovarnická firma, Restorffs Bryggjarí, sídlí v Tórshavnu.

## Doprava
Z Klaksvíku se do hlavního města Tórshavnu na ostrově Streymoy lze dostat po cestě přes ostrov Eysturoy, mezi Borðoy a Eysturoy je podmořský tunel Norðoyatunnilin, mezi Eysturoy a Streymoy je most a od roku 2020 další podmořský tunel Eysturoyartunnilin. Při použití podmořských tunelů trvá cesta do hlavního města necelých 40 minut. Mezi Klaksvíkem a Leirvíkem na ostrově Eysturoy funguje také námořní doprava.

## Kultura a pamětihodnosti
Jednou z nejznámějších památek Klaksvíku je Christianskirkjan z roku 1963 s volně stojící zvonicí. Kostel má cca 4000 let starou křtitelnici. Nedaleko kostela se nachází muzeum Norðoya Fornminnissavn umístěné ve starém obchodním domě z roku 1838.
V ulici Skúlavegur je škola s velkým bronzovým reliéfem Børn og bátur (Děti a loď). Rozměry reliéfu jsou 1,7 × 4,6 metrů a roku 1976 ho vytvořil faerský umělec Fridtjof Joensen (narozen roku 1920).
Vzdálenější zajímavostí Klaksvíku je les Viðarlundin úti í Grøv, nacházející se na jihovýchodě města. Založen byl roku 1980 a pokrývá plochu 3,3 ha. Na kraji lesa teče potok, u kterého se smí grilovat. Nedaleko něj jsou na louce zbytky základů oválné stavby z doby Vikingů. V lednu 2006 byl les značně rozšířen směrem na severovýchod. Les nyní zasahuje až k vodopádu, kde se můžete koupat.
Klaksvík má od roku 1915 vlastní regionální noviny – Norðlýsið.
Na hudební festival Summarfestivalur přichází ročně tisíce návštěvníků.

## Sport
Ve městě sídlí fotbalový tým KÍ Klaksvík, také zde se zde nachází šachový tým Klaksvíkar Talvfelag (KTF).

## Partnerská města
- Wick, Skotsko
- Sisimiut, Grónsko
- Kópavogur, Island
- Trondheim, Norsko
- Norrköping, Švédsko
- Tammerfors, Finsko
- Grenaa, Dánsko
- Odense, Dánsko

## Galerie

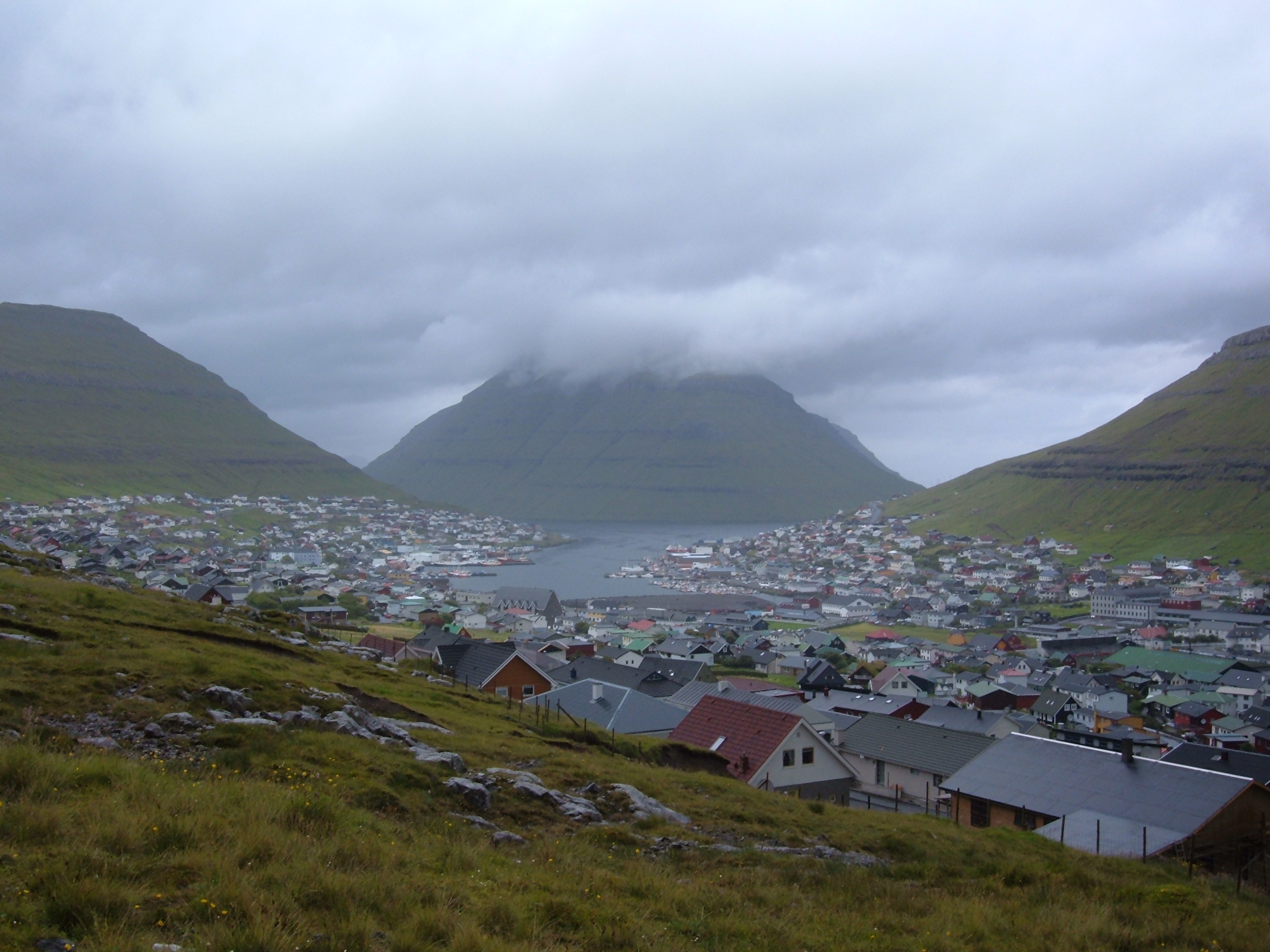
Klaksvík
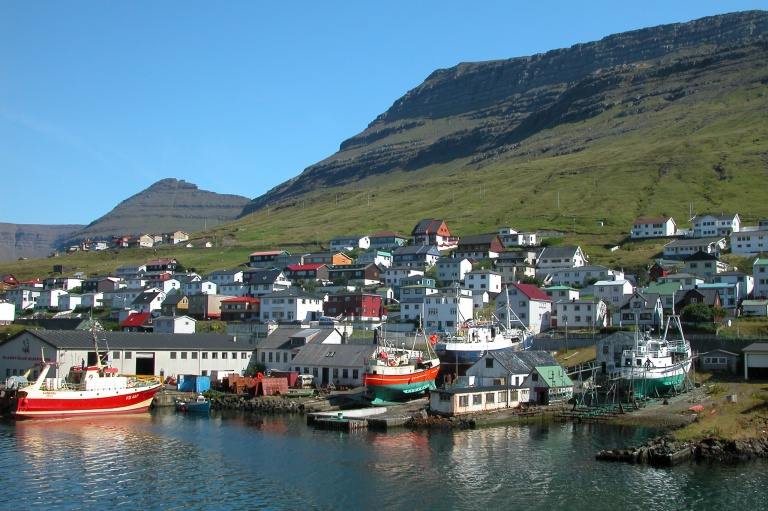
Loděnice v Klaksvíku
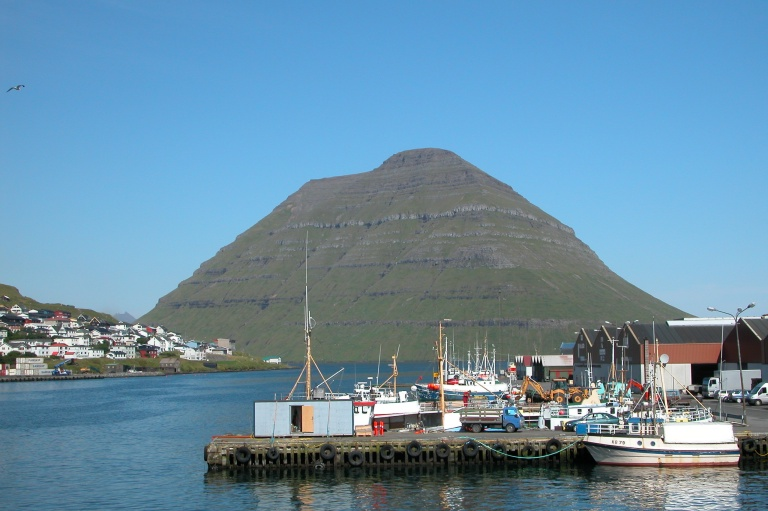
Přístav v Klaksvíku, v pozadí ostrov Kunoy
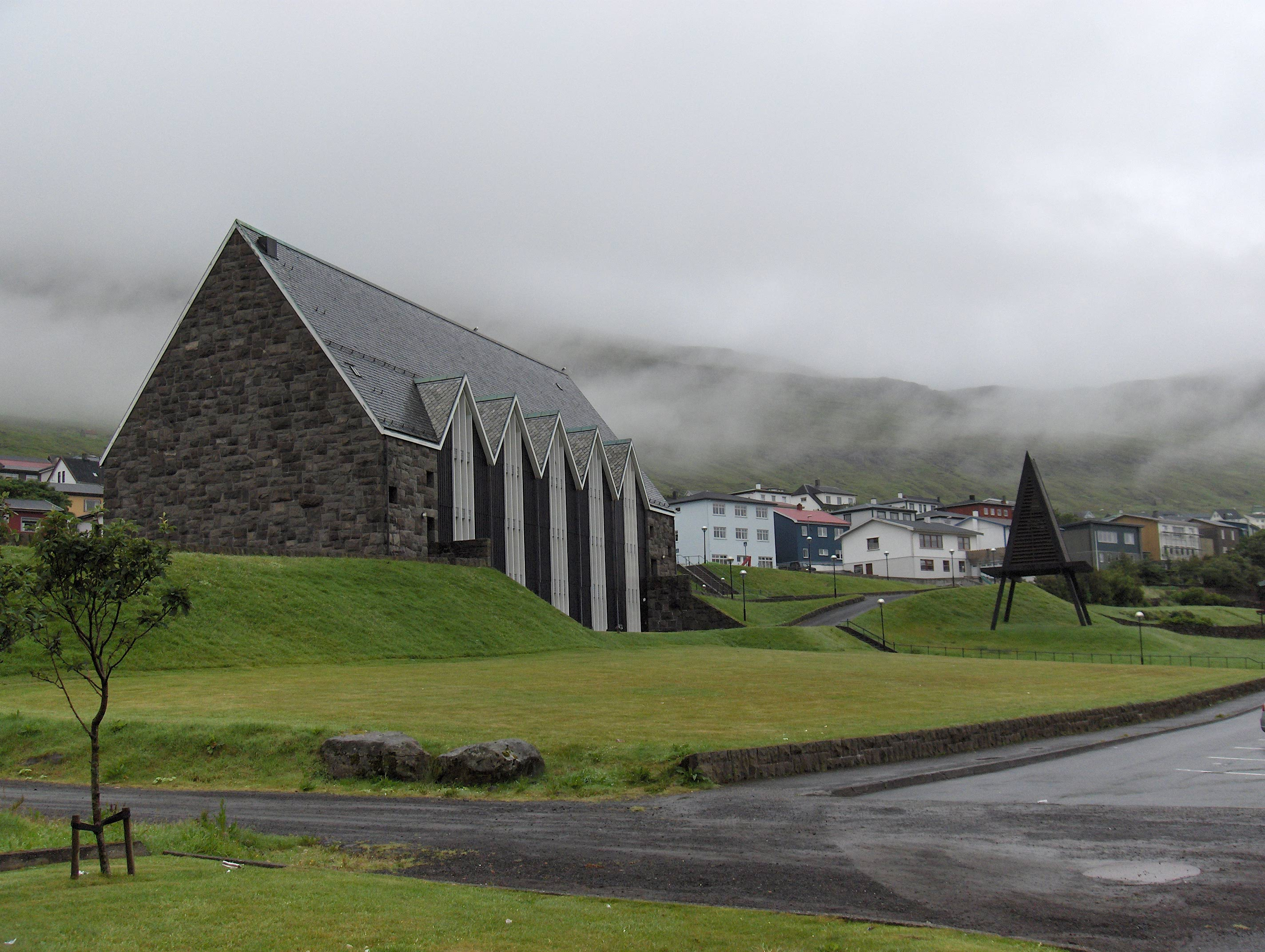
Christianskirkjan